# Yasukuni-schrijn

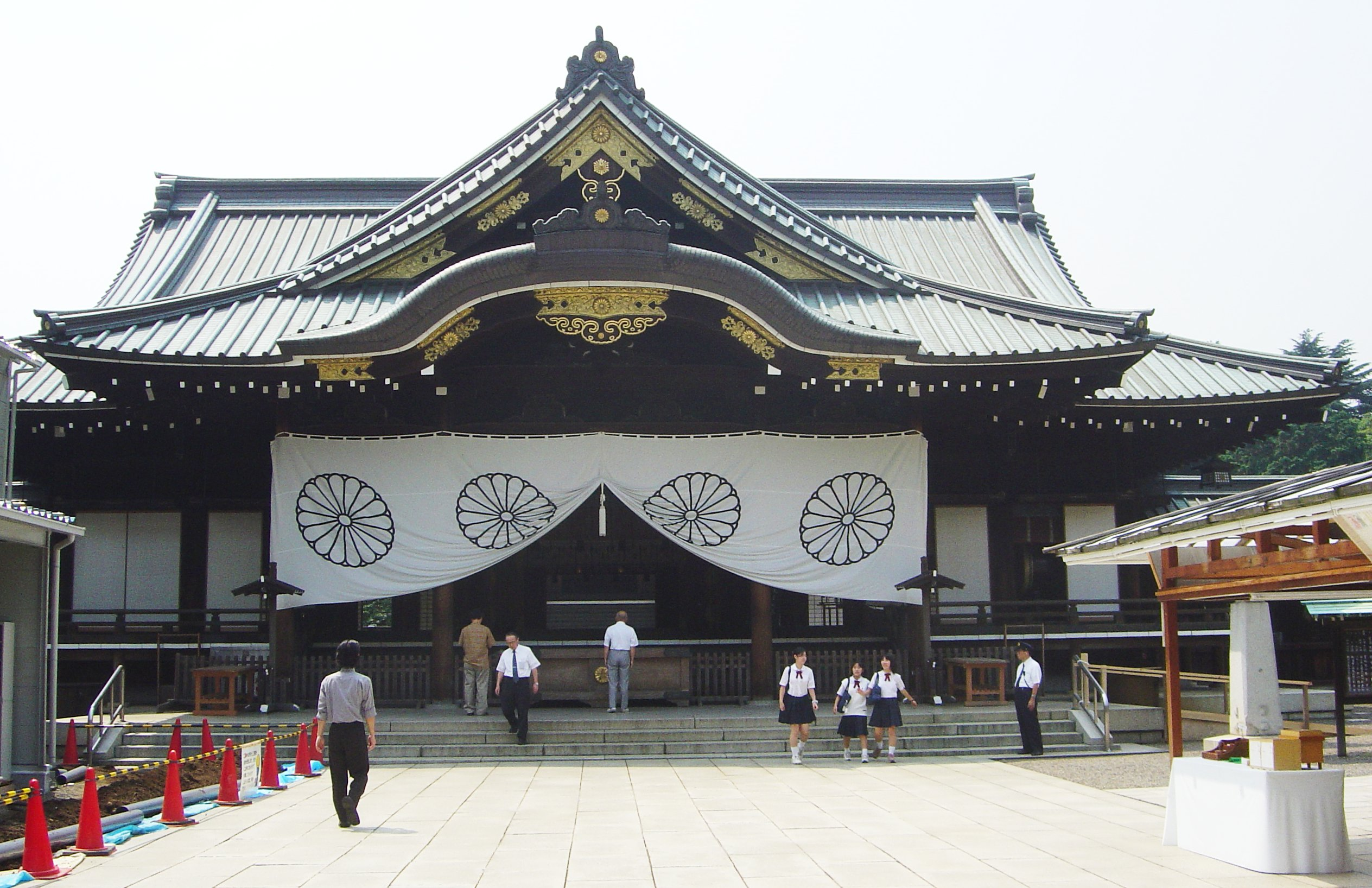
Hoofdgebouw van de Yasukuni-schrijn

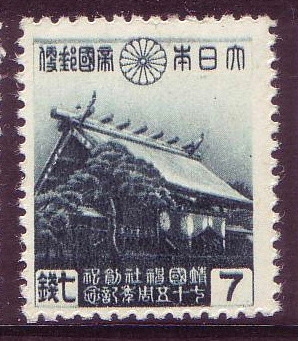
Postzegel ter gelegenheid van de 75ste verjaardag van de schrijn uit 1944

De Yasukuni-schrijn (靖国神社, Yasukuni Jinja) is een Shinto-schrijn, opgericht in 1869 in Tokio, die gewijd is aan de kami's van soldaten en anderen die het leven lieten in dienst van de keizer van Japan. In oktober 2004 stonden in het Boek der Zielen 2.466.532 namen, waaronder 27.863 Taiwanezen en 21.181 Koreanen die in dienst van het keizerrijk (vooral in de Tweede Wereldoorlog) gedood werden. Het monument is sterk omstreden omdat er veroordeelde oorlogsmisdadigers voorkomen op de lijst. Het bij de schrijn behorende museum bevat een weergave van de Japanse oorlogshandelingen die buiten Japan als revisionistisch wordt ervaren.
In de Tweede Wereldoorlog werden postume benoemingen in de Orde van de Gouden Wouw bij de schrijn bekendgemaakt.

## Situering

### Ligging

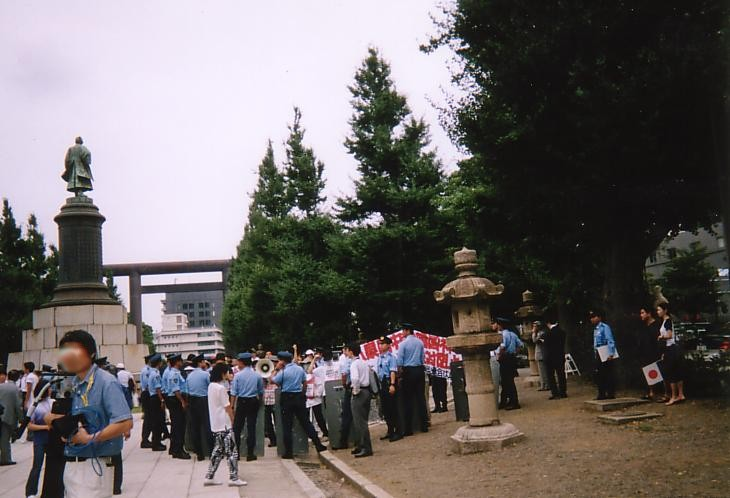
Betogers tegen de schrijn

Het Yasukuni-schrijn bevindt zich in het centrum van Tokio in de wijk Chiyoda, dicht bij de tuinen rond het Keizerlijke Paleis (皇居, Kōkyo). Bezoekers worden vaak verwelkomd door politieke activisten van verschillende strekkingen. Yasukuni is dan ook het symbool van het publieke debat over de weg die Japan moet inslaan op politiek vlak. Japanners die van mening zijn dat de overheid voorrang moet geven aan een heropbloei van de economie, proberen hier bezoekers te overtuigen van de nadelen van nationalisme. Nochtans bepalen hun tegenstanders, beschermers van het nationalistische Meiji-ideaal, in grote mate de uitstraling van de schrijn. Rondrijdend in zwarte busjes verkondigen rechtse groeperingen (Uyoku Dantai) hun overtuigingen met behulp van megafoons. Af en toe worden zelfs nog oorlogsliederen en rechtse standpunten over buitenlanders gescandeerd.

### Torii

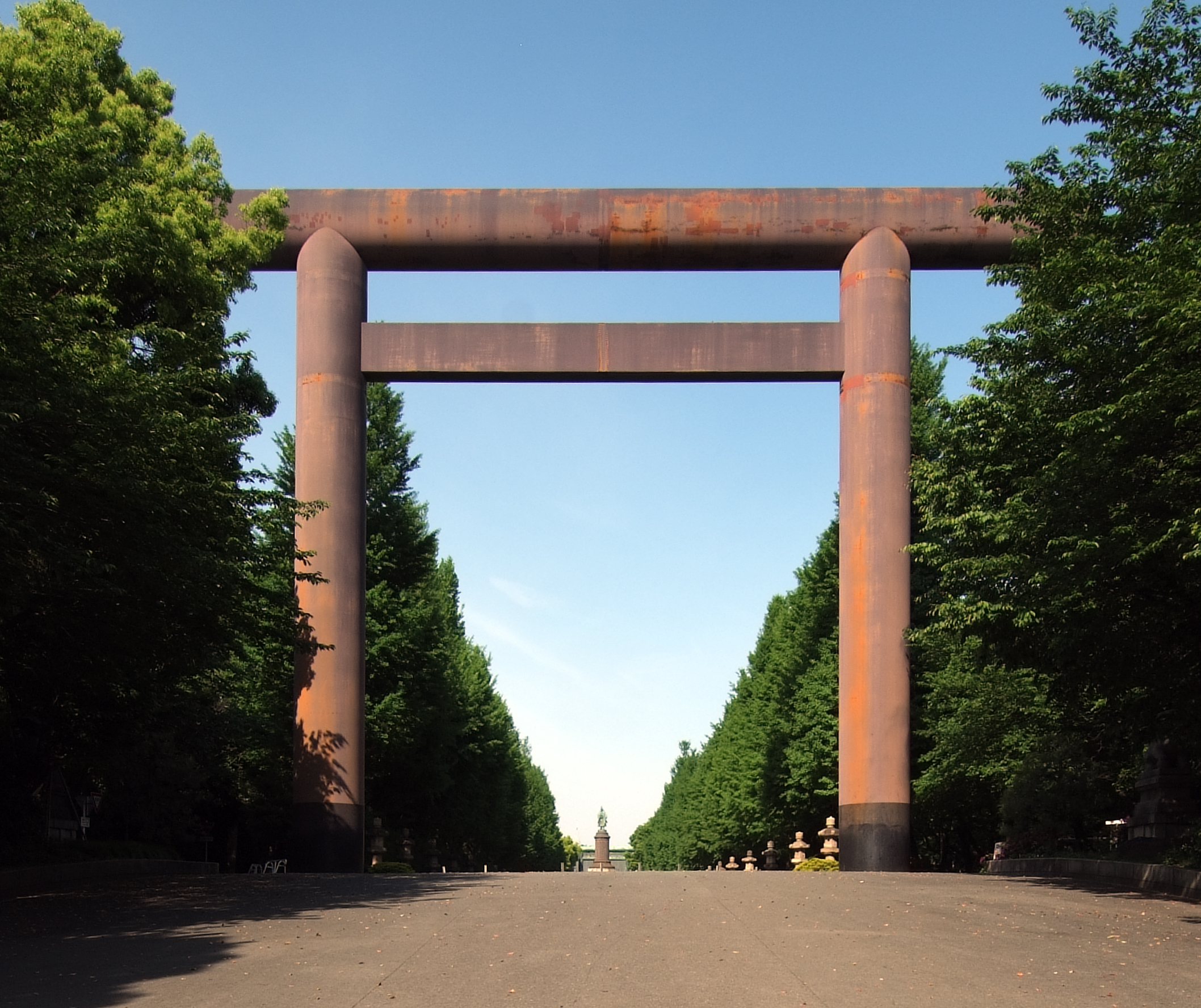
De eerste torii

Op de weg naar de schrijn staat de torii (大鳥居, Ō-torii), symbool van het shintoïsme. Deze 25 meter hoge en 34 meter brede poort is uit staal vervaardigd, in tegenstelling tot authentieke torii. Deze straalt geen authentieke religie uit, maar geeft een kille aanblik die symbool staat voor het vooroorlogse Japan, ten tijde van het staatsshintoïsme dat opgedrongen werd aan de bevolking.
Iets voorbij de torii staat een standbeeld van Ōmura Masujirō, de Japanse viceminister van Oorlog in 1869. Hij stond bekend als de “Vader van het moderne Japanse leger”, vanwege zijn rol als revolutionaire vernieuwer van het leger tijdens de Meiji-restauratie.

### Yasukuni-schrijn
De toegang wordt gemarkeerd door twee oude Japanse marinevlaggen. Yasukuni is zoals elk shinto-schrijn opgedeeld in de honden (本殿) en de haiden (拝殿). De honden is de heiligste plaats in de schrijn, waar de kami (神) rusten. De honden is gesloten voor publiek en kan niet bezocht worden. De haiden bevindt zich voor de honden en hier vindt de verering door het publiek plaats. Witte lakens met daarop Japanse chrysanten hangen vanaf het plafond naar beneden, waarvoor men plaatsneemt en bidt voor de kami.

### Yushukan

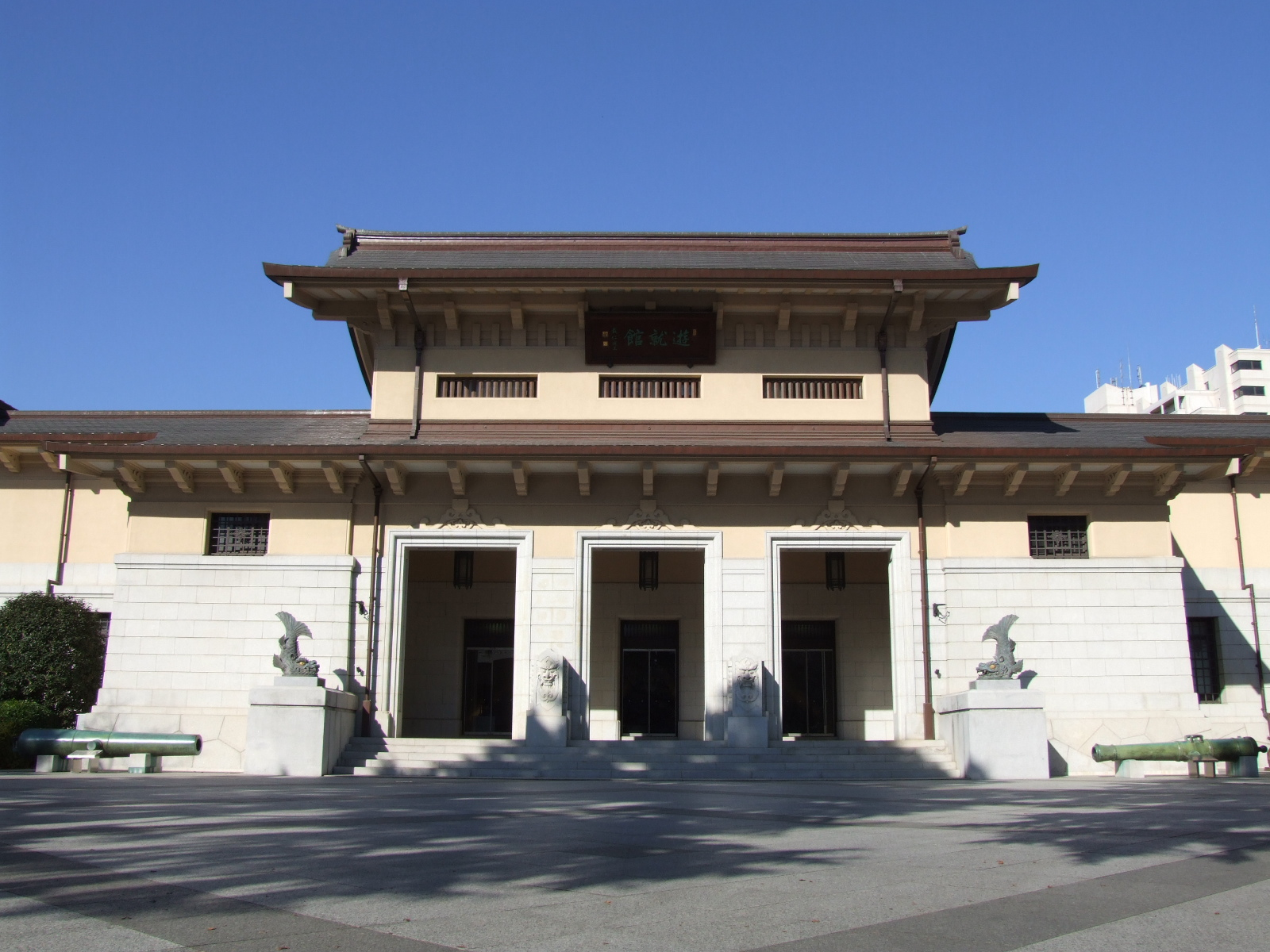
Yushukan

Naast de schrijn bevindt zich het oorlogsmuseum Yushukan. Hoewel het 13 jaar later gebouwd is, lijken museum en schrijn onafscheidelijk met elkaar verbonden. Yushukan werd gebouwd in 1882 met als belangrijkste doel het verzamelen en tentoonstellen van voorwerpen die achtergelaten werden door slachtoffers tijdens de Meiji-restauratie. Dit is het oudste legermuseum ter wereld. Deze slachtoffers werden later kami in Yasukuni. Het museum moest een waarheidsgetrouw beeld van het moderne Japanse oorlogsverleden laten zien en tegelijk de gesneuvelden vereren.
Naast materiaal uit de Meiji-restauratie werden er ook talloze voorwerpen uit de Eerste Chinees-Japanse Oorlog, de Russisch-Japanse Oorlog, de Eerste Wereldoorlog en de Tweede Wereldoorlog verzameld. Het museum liep grote schade op door de grote Kantō-aardbeving van 1923, maar het grootste deel van de tentoongestelde voorwerpen is bewaard gebleven.

## Oprichting

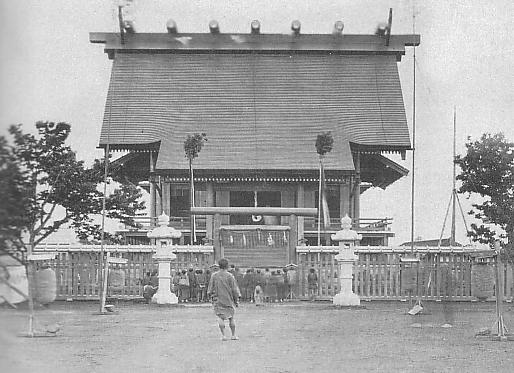
Foto uit 1873

De schrijn werd in het tweede regeringsjaar van keizer Meiji (1869) opgericht, ter nagedachtenis aan de Japanse slachtoffers die voor de keizer in de strijd waren gesneuveld. Oorspronkelijk waren dit de gesneuvelden van de Boshin-oorlog. Keizergezinde troepen wonnen deze strijd, wat resulteerde in het begin van de Meiji-restauratie, waarbij de keizer zijn macht terugkreeg. De Yasukuni-schrijn werd echter alleen opgericht voor de slachtoffers die aan de zijde van de keizer hadden gevochten. Zij ontvingen dankzij hun huizing in de schrijn het statuut van kami. Voor medestanders van de shōgun was er geen plaats.
In die tijd stond de schrijn bekend als het Tōkyō Shōkonsha (東京招魂社, 'de schrijn in Tokio waar zielen huizen'). Het is pas in 1879, na de opname van slachtoffers uit de Satsuma-opstand of de Zuid-west-oorlog en uit de Taiwanexpeditie, dat de naam werd veranderd in Yasukuni Jinja, schrijn van het vredevolle land. De kami's van de slachtoffers uit Satsuma kregen geen berging in de schrijn, omdat zij als vijand tegen de keizer hadden gestreden.

## Kami

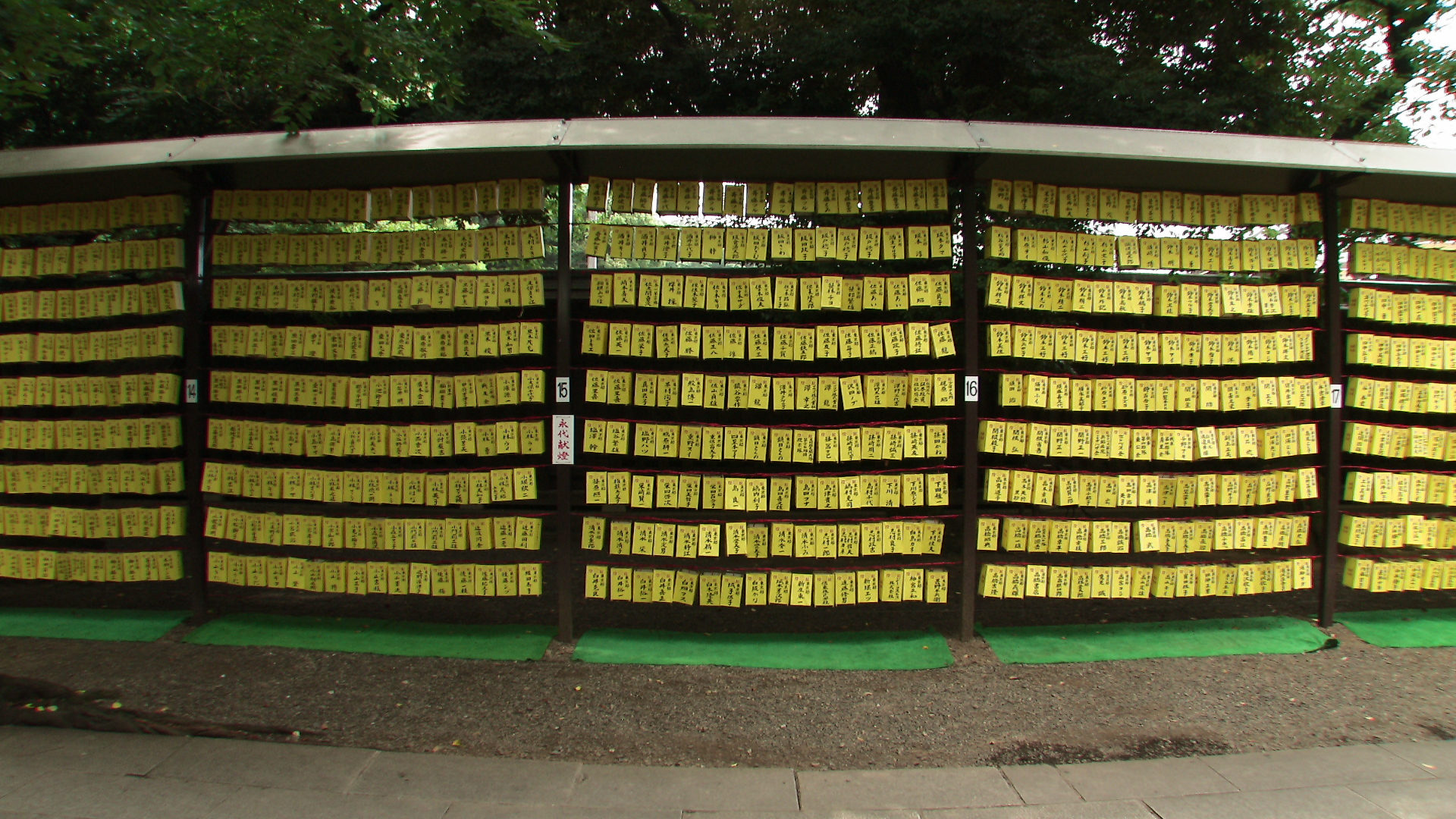
Mitama lampions voor de Kami

In oktober 2004 stonden er in het officiële "Boek der Zielen" van Yasukuni 2 466 532 namen van mensen die de status van kami ontvangen hadden en vereerd worden als oorlogsgod (軍神, gunshin). Dit zijn mensen die sneuvelden terwijl ze Japan dienden in de periode van 1853 tot 1945. Van 1879 tot 1951 werden er kami toegevoegd aan de schrijn. Doden kunnen enkel kami worden als ze gestorven zijn in dienst van het land. Gewone burgerslachtoffers die vielen tijdens een oorlog, maar zich niet verdienstelijk hebben gemaakt voor Japan, vindt men niet terug in de Yasukuni-schrijn.
Niet enkel Japanners worden vereerd in Yasukuni. In het boek staan tevens 27 863 Taiwanezen en 21 181 Koreanen, wier levens gewijd waren aan het dienen van het Japanse keizerrijk.
Hieronder is een lijst van het aantal gesneuvelden dat als kami vereerd wordt in het Yasukuni-schrijn.
- Boshin-oorlog en Meiji-restauratie: 7 751
- Satsuma-opstand: 6 971
- Taiwan Expeditie: 1 130
- Eerste Sino-Japanse Oorlog: 13 619
- Bokseropstand: 1 256
- Russisch-Japanse Oorlog: 88 429
- Eerste Wereldoorlog: 4 850
- Jinan Incident of 3 mei incident: 185
- Mukden-incident of Mantsjoerije-incident: 17 176
- Tweede Chinees-Japanse Oorlog: 191 243
- Tweede Wereldoorlog: 2 133 885

## Invloed van de Tweede Wereldoorlog
Na de Tweede Wereldoorlog werden 14 klasse A oorlogsmisdadigers toegevoegd. Volgens documenten die zijn uitgegeven in maart 2007 door de Bibliotheek van het Japanse parlement waren afgevaardigden van de Yasukuni-schrijn en leden van het Ministerie voor Gezondheid en Welvaart het in januari 1969 erover eens dat de klasse A oorlogsmisdadigers die veroordeeld waren door het Tokyo Tribunaal, in de schrijn vereerd mochten worden. In oktober 1978 werden zij dan ook als Martelaars van Shōwa (昭和殉難者, Shōwa junnansha) toegevoegd aan de schrijn.
Hieronder is een lijst van de 14 klasse A oorlogsmisdadigers:
- Dood door ophanging: Hideki Tōjō, Itagaki Seishirō, Heitaro Kimura, Kenji Doihara, Iwane Matsui, Akira Mutō, Kōki Hirota
- Levenslange opsluiting: Yoshijirō Umezu, Kuniaki Koiso, Kiichirō Hiranuma, Toshio Shiratori
- 20 jaar opsluiting: Shigenori Tōgō
- Gestorven vóór hun veroordeling: Osami Nagano, Yosuke Matsuoka

De beslissing in 1969 om deze oorlogsmisdadigers op te nemen kreeg weinig ruchtbaarheid, maar het duurde nog negen jaar vooraleer dit uitgevoerd werd. De overheid was zich wellicht bewust van de politieke gevolgen en opteerde ervoor de media hiervan niet te informeren. In 1979, een jaar nadat de misdadigers waren opgeborgen in de schrijn, werd alles bekendgemaakt.
Sinds de toevoeging van de oorlogsmisdadigers in 1978, bracht keizer Hirohito geen bezoek meer aan de schrijn tot zijn dood in 1989. Zijn zoon Akihito heeft de schrijn nooit bezocht sinds zijn aanstelling. Hij stuurt een minder belangrijk lid van het keizerlijk gevolg om politieke complicaties te vermijden. In dit opzicht verschillen de keizers van enkele naoorlogse premiers van Japan, die wel besloten Yasukuni te bezoeken.
De beslissing om de 14 klasse A oorlogsmisdadigers als kami toe te voegen aan de schrijn, is de belangrijkste oorzaak van de hedendaagse spanningen met Aziatische landen die geleden hebben onder de Japanse bezetting in de Tweede Wereldoorlog, voornamelijk China en Zuid-Korea. Het buitenlands protest nam toe in 1985 en duurt tot op heden voort. China verwijt de Japanse overheid zich nooit te hebben geëxcuseerd voor het bloedbad van Nanking. Deze periode wordt nog steeds ontkend door Japanse nationalisten.
Het voorstel van China om deze oorlogsmisdadigers uit de schrijn te verwijderen, stuit op verzet vanuit Yasukuni zelf. Volgens het shintoïsme is het onmogelijk om eerder geborgen zielen hun status als kami te ontnemen. Het verwijderen van alle kami om bijgevolg het hele proces te herhalen zonder de oorlogsmisdadigers, zou in theorie mogen, maar werd ook afgewezen.

## Bezoeken aan Yasukuni

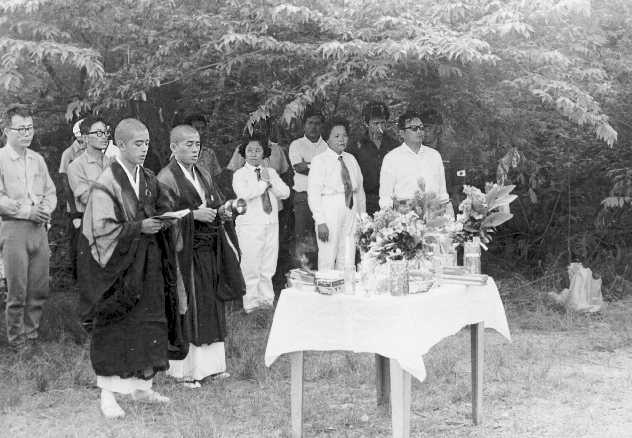
Leden van de Nippon Izokukai Seinebu brengen offers in Marpi

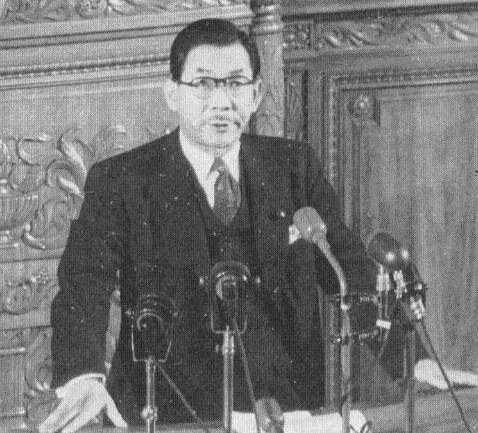
Takeo Miki was in 1975 de eerste Japanse premier die de schrijn bezocht

Wat de spanningen tussen Japan aan de ene kant en China en Korea aan de andere kant echter het meest doet oplaaien, is de houding van voorname Japanse politici en in het bijzonder die van de eerste minister tegenover Yasukuni. De band tussen schrijn en politiek is niet meer weg te denken sinds Takeo Miki in 1975 als eerste premier een bezoek bracht aan het Yasukuni-schrijn. Na hem zouden nog zeven premiers Yasukuni bezoeken. De premier doet dit steeds op de symbolisch zwaarbeladen dag van 15 augustus, de verjaardag van het einde van de Tweede Wereldoorlog.
Een belangrijk verschil hierbij is wanneer de premier de schrijn bezoekt of als individueel persoon (私人, shijin) of uit naam van zijn functie (首相, shushō). Afhankelijk hiervan wordt de mening van de overheid betreffende Yasukuni weergegeven of niet. De Japanse grondwet bevat immers het recht op godsdienstvrijheid, maar legt ook een duidelijke scheiding tussen religie en staat op. Een bezoek brengen als shijin brengt relatief weinig ophef met zich mee, aangezien iedere Japanner vrij zijn eigen religie mag uitoefenen. Als shushō de schrijn bezoeken staat echter gelijk aan religie en overheid met elkaar linken. Ook belangrijk is of het bezoek gebeurde voor of na 1979, het jaar dat de 14 klasse A oorlogsmisdadigers aan de schrijn werden toegevoegd.

### Voor 1979

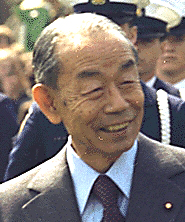
Premier Takeo Fukuda bezocht de schrijn in 1976, toen de veroordeelde oorlogsmisdadigers er nog niet opgenomen waren

Er zijn slechts twee premiers die het Yasukuni-schrijn hebben bezocht voor 1979: Takeo Miki in 1975 en Takeo Fukuda in 1976. Omdat de 14 klasse A oorlogsmisdadigers vóór dat jaar nog geen berging in de schrijn hadden, hebben deze bezoeken relatief weinig opschudding veroorzaakt. Toch resulteerde het bezoek van eerstgenoemde in een discussie over de scheiding tussen godsdienst en staat. Takeo Miki antwoordde hierop dat hij louter als shijin was gekomen.
Takeo Fukuda vertelde het jaar daarop journalisten dat ook hij als shijin was gekomen, maar tekende het gastenboek wel als premier van Japan. Dit zorgde voor een verhitting van de gemoederen.

### Na 1979
Het toevoegen van de 14 klasse A oorlogsmisdadigers in 1979 gaf een geheel nieuwe bijklank aan de bezoeken van de premier. Landen als China en Korea namen aanstoot aan de bezoeken die sinds dan zouden volgen. Deze houden impliciet in dat de Japanse premier oorlogsmisdadigers vereert en het gewelddadige karakter van het Japans oorlogsverleden ontkent. Zeven premiers besloten sinds 1979 Yasukuni te bezoeken.
- Masayoshi Ōhira in 1979
- Zenkō Suzuki in 1980, 1981 en 1982
- Yasuhiro Nakasone in 1983 en 1985
- Kiichi Miyazawa in 1992
- Ryutarō Hashimoto in 1996
- Junichirō Koizumi in 2001, 2002, 2003, 2004, 2005 en 2006[3]
- Shinzo Abe in 2013

Uit deze lijst veroorzaakten vooral de bezoeken van eerste ministers Nakasone en Koizumi veel ophef.

#### Yasuhiro Nakasone

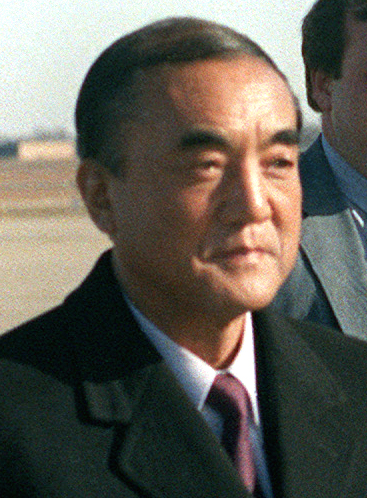
Premier Yasuhiro Nakasone bezocht de schrijn in 1983, toen de zielen van de veroordeelde oorlogsmisdadigers er vereerd werden

Yasuhiro Nakasone, premier van Japan van 1982 tot 1987, was de eerste premier die voor kritiek in het buitenland zorgde door Yasukuni te bezoeken. Nakasone, die bekendstond als een nationalistische premier, had voor zijn eerste bezoek in 1983 uitspraken gedaan over de superioriteit van het Japanse volk. Terwijl premiers Ōhira en Suzuki een onopvallend bezoek probeerden te brengen, maakte Nakasone er geen geheim van dat hij de schrijn zou bezoeken. Dit gebaar kan moeilijk anders worden uitgelegd dan als een poging om de geest van de Meiji-tijd levend te houden. Bij zijn tweede bezoek in 1985 lokte hij opnieuw kritiek uit door bloemen te schenken die betaald waren met geld van de overheid.
In 1991 oordeelde een hogere rechtbank dat Nakasones bezoeken aan Yasukuni een inbreuk vormden op de grondwettelijke scheiding van staat en religie. Hij legde het vonnis echter naast zich neer.

#### Junichirō Koizumi
Gewezen premier Junichirō Koizumi is tot op vandaag de premier die het meeste bezoeken heeft gebracht aan Yasukuni. Ondanks het aanhoudende protest vanuit China en Korea hiertegen, ging Koizumi ermee door van 2001 tot 2006. Sinds 2001 zijn de Japanse meningen hierover sterk veranderd. In het jaar van zijn eerste bezoek sinds Koizumi premier van Japan was, had hij 69% van de bevolking achter hem. Wel koos hij er toen voor om de schrijn niet te bezoeken op 15 augustus vanwege groeiende irritatie van China en Korea. Koizumi heeft ook steeds duidelijk gemaakt dat hij de schrijn bezocht uit eigen overtuiging. Volgens hem waren de talloze oorlogsslachtoffers die hun leven hadden gegeven voor Japan de basis van wat toen een sterk Japan was. Als reactie op de angst van andere Aziatische landen voor een heropleving van het Japanse militarisme, antwoordde Koizumi elk jaar dat Japan nooit deze richting meer zou opgaan.
De Japanse mening over de bezoeken is echter volledig veranderd sinds 2001. Volgens een opiniepeiling van de krant in 2006 was 54% van de bevolking tegen een bezoek van de volgende premier gekant. Dat jaar was het laatste jaar met Koizumi als premier. Verwacht werd dat Shinzō Abe zijn opvolger werd. Toen bleek dat Abe in april 2006 een bezoek bracht aan Yasukuni, toen met Koizumi nog aan het roer, drukten China en Korea hun bezorgdheid nog maar eens uit. Als premier heeft Abe de schrijn echter nooit bezocht.
Het jaarlijkse bezoek van Koizumi aan de Yasukuni-schrijn was de reden dat de relaties met andere Aziatische landen sterk bekoelden. Mede hierdoor liep Tokyo het contract mis voor de aanleg van een 1300 kilometer lange Hogesnelheidslijn Beijing-Shanghai. Premier Yasuo Fukuda probeerde de relaties met China te versterken, bracht bijgevolg geen bezoek aan Yasukuni en probeerde een wet in te voeren dat premier-bezoeken aan Yasukuni onmogelijk zouden maken.

## Izokukai
De link tussen Yasukuni en de Japanse binnenlandse politiek is nooit veraf. Vooral de invloed van de Izokukai (遺族会), de grootste vereniging van nabestaanden van oorlogsslachtoffers in Japan, is groot. Het is de organisatie van de schrijn die zowel over geld beschikt, als invloed heeft op alles wat er met de schrijn gebeurt. Gesticht in 1947 als Izoku Kōsei Renmei (Unie van het welzijn van familie van oorlogsslachtoffers), was het eerste doel het opvangen van weduwen, weeskinderen en bejaarden die hun familie verloren hadden tijdens de Tweede Wereldoorlog. In 1953 werd samen met de naamsverandering naar Izokukai een meer nationalistische invulling gegeven aan de organisatie. De vereniging voegde aan haar doel toe 'het eren van eirei' (英霊, heldenzielen).
De Izokukai is sterk verbonden met de Liberaal-Democratische Partij van Japan, van 1955 tot 2009 de regerende partij in Japan. Vaak is de voorzitter van de Izokukai tevens een lid van de LDP. Ook is de organisatie een enorme geldschieter van verkiezingsfondsen aan de LDP. De liberaal-democraten kunnen altijd op stemmen rekenen van de Izokukai en in ruil daarvoor krijgen de Izokukai diverse gunsten van de partij. Yasukuni-gerelateerde politieke beslissingen passeren altijd eerst de Izokukai voordat de LDP er een beslissing over treft.